# Archelon
Archelon is een monotypisch geslacht van uitgestorven, in zee levende schildpadden die leefden tegen het einde van het Krijt. Het geslacht is onderdeel van de eveneens volledig uitgestorven familie Protostegidae.
Resten van Archelon werden aangetroffen in Noord-Amerika. Bij leven voedde de schildpad zich waarschijnlijk met in zee levende weekdieren als inktvissen, mogelijk ook met kwallen.

## Kenmerken
Archelon bereikte een lengte van maximaal 4,5 meter, de uiteinden van de gespreide frontpeddels lagen maximaal vier meter uit elkaar. Het beenpantser vertoont een sterke neiging om de huidbeenplaten terug te dringen. Het rugpantser (schild) bestond alleen uit dwarse beenbanden die uit de ribben ontstonden. Waarschijnlijk was het rugpantser alleen bedekt met een dikke leerachtige huid, vergelijkbaar met de huidige lederschildpadden, misschien was het ook bedekt met hoornplaten (scuta). Volgens schattingen hadden dergelijke exemplaren een gewicht van meer dan twee ton.

## Leefwijze
Hun enorme omvang bood een volwassen Archelon voldoende bescherming tegen hun roofdieren, zodat het beengedeelte van de schaal kon worden verkleind, waardoor het gemakkelijker werd om in het water te bewegen. De schildpad had geen tanden, dus wordt aangenomen dat hij als omnivoor zacht dierlijk voedsel zoals kwallen en planten at. Ze leefde in het ondiepe water van de Western Interior Seaway, een epicontinentale zee die tijdens het Krijt het grootste deel van het binnenland van Noord-Amerika bedekte.

## Vindplaatsen en stratigrafie
Fossielen van Archelon werden geborgen uit de afzettingen van de Western Interior Seaways in South Dakota (Montana Group, bovenste Pierre-formatie), Arkansas, Texas (beide Taylor Group, Marlbrook Marl), Kansas en Nebraska. De eerste ontdekking werd gedaan door GR Wieland aan de zuidarm van de rivier de Cheyenne, ongeveer 56 kilometer ten oosten van de Black Hills in South Dakota in 1895. In dit gebied werd halverwege de jaren 1970 het grootste en meest complete skelet tot nu toe ontdekt, dat nu is opgesteld in het Natural History Museum in Wenen. Ook uit South Dakota, nabij de hoofdstad Pierre, dateren de twee meest recente ontdekkingen uit 1996 en 1998.

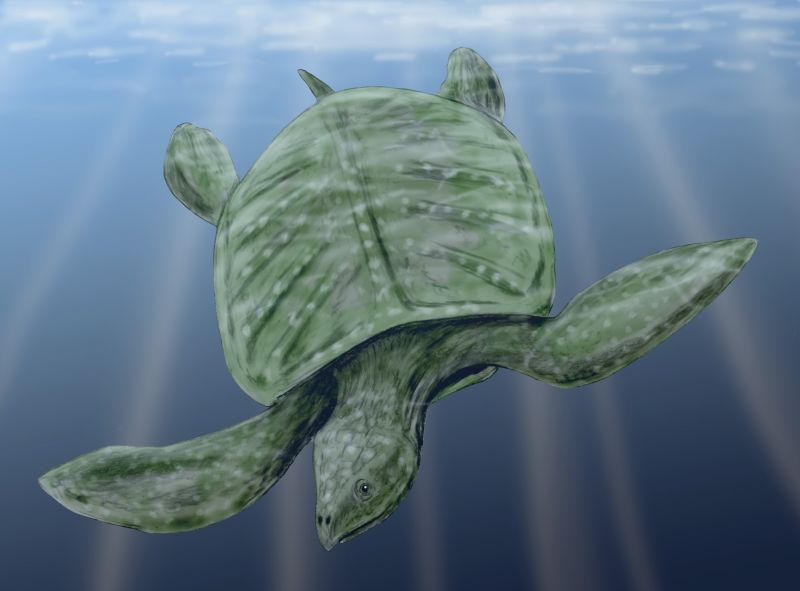
Een artistieke interpretatie van Archelon.

## Classificatie
Archelon is een van de lederschildpaddenverwanten van de Protostegidae, een uitgestorven groep (taxon) van zeeschildpadden, die in het klassieke biologische systeem als familie worden geclassificeerd. In deze groep zijn alleen de oudere Santanachelys gaffneyi uit het Onder-Krijt (Albien) voldoende gedocumenteerd en wetenschappelijk onderzocht.
| Protostegidae | \| \| Santanachelys gaffneyi \| \| \| \| \| \| Archelon ischyros \| \| \| \| \| \| andere Protostegidae (Notochelone, Desmatochelys) \| \| \| \| |
|               | \| \| Santanachelys gaffneyi \| \| \| \| \| \| Archelon ischyros \| \| \| \| \| \| andere Protostegidae (Notochelone, Desmatochelys) \| \| \| \| |
|               | Lederschildpadden (Dermochelyidae) |
|               | |
|               | Santanachelys gaffneyi |
|               | |
|               | Archelon ischyros |
|               | |
|               | andere Protostegidae (Notochelone, Desmatochelys)                                                                                                |
|               | |

|  | Santanachelys gaffneyi                            |
|  |                                                   |
|  | Archelon ischyros                                 |
|  |                                                   |
|  | andere Protostegidae (Notochelone, Desmatochelys) |
|  |                                                   |

| Protostegidae | \| \| Santanachelys gaffneyi \| \| \| \| \| \| Archelon ischyros \| \| \| \| \| \| andere Protostegidae (Notochelone, Desmatochelys) \| \| \| \| |
|               | \| \| Santanachelys gaffneyi \| \| \| \| \| \| Archelon ischyros \| \| \| \| \| \| andere Protostegidae (Notochelone, Desmatochelys) \| \| \| \| |
|               | Lederschildpadden (Dermochelyidae) |
|               | |
|               | Santanachelys gaffneyi |
|               | |
|               | Archelon ischyros |
|               | |
|               | andere Protostegidae (Notochelone, Desmatochelys)                                                                                                |
|               | |

|  | Santanachelys gaffneyi                            |
|  |                                                   |
|  | Archelon ischyros                                 |
|  |                                                   |
|  | andere Protostegidae (Notochelone, Desmatochelys) |
|  |                                                   |